# Moh Youn-sook
Mo Youn-suk (hangeul : 모윤숙, 5 mars 1910 - 7 juin 1990) est une poétesse sud-coréenne.

## Biographie
Alors qu'elle était encore jeune, Mo Youn-suk fut membre d'un cercle d'amis qui comprenait également le présumé agent secret Kim Soo-im. Moh fait encore l'objet d'une grande admiration parmi les lecteurs et les critiques littéraires de son pays, mais son œuvre est encore peu connue à l'étranger.
Le nom de plume de Mo Youn-suk est Yeong-un ('nuages à la crête des montagnes'). Elle est née à Wonsan, dans la province de Hamgyeongnam-do, le 5 mars 1910. Elle intègre l'école des filles Hosudon ainsi que l'école Yeongsaeng à Hamheung, puis fait ses études en littérature à l'université des femmes Ewha. Elle a enseigné à  l'École des filles Myeongshin à Jiandao et au lycée des filles Baewha, et a été journaliste pour Samcheollisa et pour le groupe médiatique Joongang . En 1940, elle a été détenue à Gyeonggi-do  pour avoir écrit les poèmes contre le gouvernement japonais Fille de Joseon (Joseonui ttal) et Cette vie (I saengmyeong). Après la Libération de la Corée, elle est restée active non seulement dans la littérature mais aussi dans divers domaines. Elle a ainsi participé à l'Assemblée générale des Nations unies en 1948 en tant que représentante de la Corée, elle a également participé en 1954 à la création de la Section Coréenne du Pen Club International, occupant successivement différents postes. Elle a été présidente du comité de l'Association coréenne pour la liberté littéraire, vice-présidente pour comité du Pen Club International, et présidente de l'Association de la poésie contemporaine en Corée du Sud. Elle est décédée le 7 juin 1990.

## Œuvre
Ses premiers poèmes ont souvent été critiqués pour se laisser aller à un sentimentalisme exagéré. Ces poèmes sont ainsi marqués par des représentations vives des passions, délivrées par des images directes et impressionnantes. Son travail, cependant, bien que débordant d'un certain lyrisme, ne s'adresse pas spécifiquement à une personne aimée : l'objet de cette effusion des sentiments est souvent la Corée du Sud elle-même en tant que nation. Son patriotisme prend racine par rapport à l'histoire de la Corée du Sud, que ce soient ses relations extérieures avec d'autres pays ou ses affaires provinciales. En 1940, Mo était encore profondément impliquée dans l'écriture et la publication, mais comme beaucoup de ses contemporains, elle fut contrainte d'adapter ses œuvres aux orientations politiques du gouvernement japonais présent en Corée. Sous le régime colonial, elle s'est peu à peu consacrée à l'écriture d'une «poésie pure», une poésie purement lyrique, ne contenant pas de références politiques, sociales ou historiques. Pourtant, après la Libération, elle a de nouveau laissé libre cours à son discours patriotique et a composé des pièces dans cette veine en célébrant l'idéologie nationaliste dominante de la période.